# Аннализа (певица)
Аннализа Скарроне, более известная как Аннализа или Нали (итал. Annalisa Scarrone; род. 5 августа 1985, Савона, Италия) — итальянская певица, автор песен и актриса.

## Биография

### Юные годы и начало карьеры
Своё детство Аннализа провела в Каркаре. В 8 лет Нали начала учиться игре на классической гитаре, а в 1999 году к гитаре добавилась флейта и фортепиано. В 14 лет, по совету своего школьного учителя музыки, начала брать уроки профессионального вокала. После окончания школы Аннализа поступила в Туринский университет, который окончила на «отлично» в 2009 году по специальности «физика».
В 2005 году Нали вместе с диджеем Карло Поллиано образовывает музыкальный проект Elaphe Guttata и выпускает альбом «Blue Trip». Альбом был записан в жанрах трип-хоп и чилаут. Позже Аннализа также была солисткой альтернативной рок-группы LeNoire (ранее коллектив назывался Malvasia). LeNoire распались в 2008 году.

### «Amici di Maria De Filippi» и первый сольный альбом

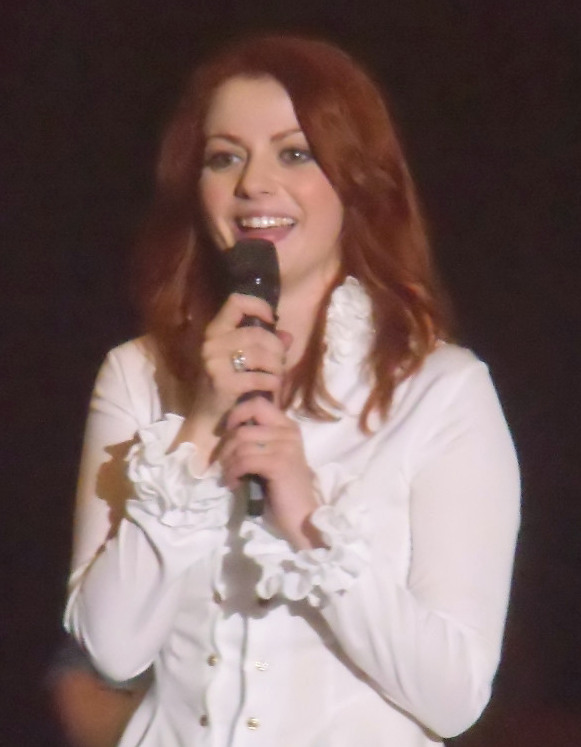
Аннализа во время встречи с фанатами в 2012 году

В 2010 году Аннализа прошла кастинг на шоу талантов «Amici di Maria De Filippi». В финале шоу она заняла второе место, уступив певцу Вирджинио. Также она получила приз журналистских критиков в размере 50 тысяч евро и право записать первый альбом.
4 марта 2011 года вышел её первый диск под названием «Nali». Альбом оказался на втором месте в главном итальянском чарте FIMI и получил платиновую сертификацию.

### «Mentre tutto cambia»
16 марта 2012 года выходит сингл «Senza riserva», который предзнаменовал скорый выход второго студийного альбома «Mentre tutto cambia». Альбом вышел 27 марта того же года. Через неделю после выхода альбом дебютировал на девятом месте в чарте альбомов FIMI.
После выхода второго студийного альбома Аннализы, музыкальный лейбл Edel Music анонсировал релиз альбома «Le origini». Альбом должен был содержать песни, записанные Аннализой в составе группы LeNoire (Edel Music был звукозаписывающим лейблом группы). Планировалось, что «Le origini» выйдет в свет 22 мая 2012 года, но Warner Music не допустил релиз пластинки. Позже демо-версия альбома утекла в сеть.
С 31 марта по 19 мая 2012 года Аннализа вновь принимала участие в новом сезоне «Amici di Maria De Filippi», участниками которого стали победители и бывшие участники шоу. По итогу Нали заняла 4 место и получила приз журналистской критики в размере 50 тысяч евро.

### Первый Санремо и «Non so ballare»
В 2013 году Аннализа первый раз становится участницей фестиваля Санремо, где она во второй день фестиваля представила зрителям на суд две композиции: «Non so ballare», написанную Эрмалем Мета и «Scintille», автором которой является Дарио Фаини совместно с Антонио Гальбьяти. В результате голосования в фестивальной гонке осталась песня «Scintille». В четвёртый день фестиваля вместе с Аннализой в качестве приглашённого артиста выступила Эмма. Девушки исполнили композицию «Per Elisa». В финале фестиваля Нали заняла девятое место.
14 февраля 2013 года выходит третий студийный альбом «Non so ballare». Альбом занимает шестое место в чарте FIMI.

### В ожидании четвёртого альбома
В апреле 2014 года выходит в свет коллаборация Аннализы с рэпером Морено. Композиция «Ferire per amare» вошла во второй альбом рэпера.
В мае этого же года Нали выпускает сингл «Sento solo il presente», который в будущем войдет в новый альбом.
9 декабря 2014 года выходит сингл «Dimenticare (mai)» рэпера Рэйджа в дуэте с Аннализой. Песня получила золотую сертификацию. Также с декабря 2014 года Нали была занята съёмками в фильме «Babbo Natale non viene da Nord» режиссёра Маурицио Казагранде, фильм вышел на экраны в следующем году.

### Санремо 2015 и «Splende»
14 декабря 2014 года Карло Конти объявляет об участии Аннализы в фестивале Санремо 2015 с песней «Una finestra tra le stelle», автором которой является Кекко Сильвестре. В финале фестиваля Нали заняла четвёртое место, уступив лишь Малике Аян, Неку и Il Volo.
23 января 2015 года Нали на своей странице в Facebook объявляет название и дату выхода своего четвёртого студийного альбома. Альбом «Splende» вышел 12 февраля 2015 года. Продюсером пластинки стал Кекко Сильвестре.

### «Se avessi un cuore»
13 декабря 2015 года было объявлено о том, что Аннализа в 2016 году вновь примет участие в фестивале Санремо с песней «Il diluvio universale», которая в финальной таблице фестиваля заняла одиннадцатое место.
Песня «Il diluvio universale», наряду со вторым синглом «Se avessi un cuore», выпущенным 15 апреля, предвосхитила пятый студийный альбом певицы, который получил название «Se avessi un cuore» и вышел в свет 20 мая 2016 года.
16 сентября 2016 года рэпер Рокко Ант выпустил сингл «Stella cadente», записанный совместно с Аннализой.
21 октября 2016 года поп-дуэт Бенджи & Феде выпустил свой второй студийный альбом «0+», в треклисте которого оказался дуэт с Аннализой. Песня получила название «Tutto per una ragione» и была выпущена в качестве сингла 12 мая 2017 года. Нали выступила соавтором текста песни и музыки. Сингл получил 3 платиновых сертификации по состоянию на март 2021 года.

### «Bye Bye» и «Nuda»

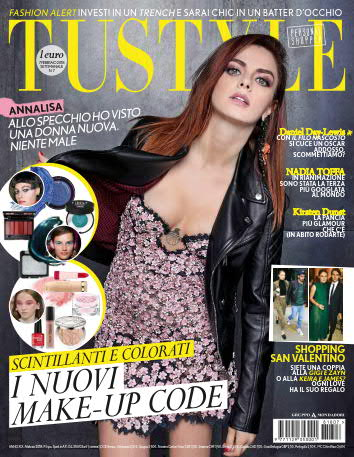
Аннализа на обложке TuStyle, февраль 2018 года

30 августа 2017 года становится известно о том, что Аннализа во всю работает над своим шестым студийным альбомом, продюсером которого выступил Микеле Канова Йорфида. 13 октября 2017 года выходил первый сингл «Direzione la vita».
22 января 2018 года был официально анонсирован шестой студийный альбом «Bye Bye», который вышел 16 февраля того же года. Альбом был предвосхищен вторым синглом «Il mondo prima di te», который Аннализа представила на сцене фестиваля Санремо 2018 в качестве участницы фестиваля. В финале фестиваля Нали заняла третье место.
4 июня 2019 года выпустила песню «Avocado Toast», которая впоследствии не вошла ни в один её альбом. Премьера композиции состоялась во время церемонии SEAT Music Awards.
18 сентября 2020 года выходит седьмой студийный альбом «Nuda». Изначально выход альбома планировался на весну 2020 года, но релиз пластинки был отложен из-за пандемии COVID-19.
В марте 2021 года Аннализа в пятый раз принимает участие в фестивале Санремо с автобиографичной балладой «Dieci». В финале композиция заняла седьмое место.
12 марта 2021 года вышла обновленная версия альбома «Nuda» под названием «Nuda10».

## Прочее
Аннализа проживает в своём родном городе Савона. Является вегетарианкой, поддерживает права животных. Нали всю свою карьеру ведёт активную благотворительную деятельность.

## Участие в Фестивале Санремо
- Фестиваль Санремо 2013 с «Scintille» — 9 место
- Фестиваль Санремо 2015 с «Una finestra tra le stelle» — 4 место
- Фестиваль Санремо 2016 с «Il diluvio universale» — 11 место
- Фестиваль Санремо 2018 с «Il mondo prima di te» — 3 место
- Фестиваль Санремо 2021 с «Dieci» — 7 место
- Фестиваль Санремо 2024 с «Sinceramente» — 3 место

## Дискография
См. статью «Дискография Аннализы» в итальянском разделе.

### Студийные альбомы
- 2011 — Nali
- 2012 — Mentre tutto cambia
- 2013 — Non so ballare
- 2015 — Splende
- 2016 — Se avessi un cuore
- 2018 — Bye Bye
- 2020 — Nuda (переиздан как Nuda10 в 2021)
- 2023 — E poi siamo finiti nel vortice

### В составе Elaphe Guttata
- 2005 — Blue Trip

## Аннализа как автор и композитор для других артистов
| Год  | Название | Артист         | Альбом              |
| ---- | --- | -------------- | ------------------- |
| 2014 | Siamo amore (Слова: Аннализа Скарроне и Марко Чаппелли; Музыка: Франческо Сигьери и Дьего Кальветти)                                 | Giada          | Da capo             |
| 2015 | Every Second I’m Away (Слова: Тони Хэдли; Музыка: Аннализа Скарроне и Клаудио Гуидетти)                                              | Тони Хэдли     | The Christmas Album |
| 2016 | Tutto per una ragione (Слова: Аннализа Скарроне; Музыка: Merk & Kremont, Марко Сисса и Аннализа Скарроне)                            | Benji & Fede   | 0+                  |
| 2017 | L’ultimo Latin Lover (Слова: Франческо Бьянкони, Джанна Наннини; Музыка: Клаудио Гуидетти, Джанна Наннини и Аннализа Скарроне)       | Джанна Наннини | Amore gigante       |
| 2018 | A un passo da te (Слова: Аннализа Скарроне, Давиде Симонетта, Алекс Велла; Музыка: Аннализа Скарроне, Давиде Симонетта, Алекс Велла) | Raige          | /                   |
| 2019 | FuckTheNoia (Аннализа Скарроне, Федерико Леонардо Лючия, Микеле Канова Йорфида, Джованни Випра, Л. Сарти, Д. Поппит, Дж. Бушема)     | Fedez          | Paranoia Airlines   |

## Фильмография
- 2015 — Babbo Natale non viene da Nord, режиссёра Маурицио Казагранде